# Plastic Letters
Plastic Letters är det amerikanska new wave-bandet Blondies andra studioalbum, släppt 1977. 
Albumet var Blondies första på listorna, det nådde 10:e plats på albumlistan i Storbritannien och 72:a i USA. Det gav dem också deras första hit med "Denis", en cover på en låt av Randy & the Rainbows från 1960-talet. Den följdes upp av "(I'm Always Touched by Your) Presence, Dear".

## Låtlista
1. "Fan Mail" (Jimmy Destri) - 2:43
2. "Denis" (Neil Levenson) - 2:22
3. "Bermuda Triangle Blues (Flight 45)" (Chris Stein) - 2:53
4. "Youth Nabbed as Sniper" (Chris Stein) - 3:06
5. "Contact in Red Square" (Jimmy Destri) - 2:04
6. "(I'm Always Touched) By Your Presence, Dear" (Gary Valentine) - 2:47
7. "I'm on E" (Debbie Harry/Chris Stein) - 2:22
8. "I Didn't Have the Nerve to Say No" (Jimmy Destri/Debbie Harry) - 2:58
9. "Love at the Pier" (Debbie Harry) - 2:32
10. "No Imagination" (Jimmy Destri) - 3:00
11. "Kidnapper" (Jimmy Destri) - 2:42
12. "Detroit 442" (Jimmy Destri/Chris Stein) - 2:31
13. "Cautious Lip" (Chris Stein/Ronnie Toast) - 4:27

## Listplaceringar
| Lista (1978)   | Position             |
| -------------- | -------------------- |
| Frankrike      | 14                   |
| Nederländerna  | 2                    |
| Storbritannien | 10 (UK Albums Chart) |
| Sverige        | 33 (Topplistan)      |
| USA            | 72 (Billboard 200)   |